# Associazione Calcio Mantova 1945-1946
Questa pagina raccoglie le informazioni riguardanti l'Associazione Calcio Mantova nelle competizioni ufficiali della stagione 1945-1946.

## Stagione
Appena finita la guerra il campionato di calcio riprende, il Mantova disputa il girone B del campionato Alta Italia misto B-C e con 16 punti si piazza in decima posizione.

## Rosa
| N. |                   | Ruolo | Calciatore        |
| -- | ----------------- | ----- | ----------------- |
|    | Italia (bandiera) | P     | Nevio Ferrari     |
|    | Italia (bandiera) | P     | Sergio Morselli   |
|    | Italia (bandiera) | D     | Luigi Asti        |
|    | Italia (bandiera) | D     | Amedeo Grossi     |
|    | Italia (bandiera) | D     | Saverio Luterotti |
|    | Italia (bandiera) | D     | Sergio Maestri    |
|    | Italia (bandiera) | D     | Eraldo Pezzini    |
|    | Italia (bandiera) | C     | Alido Grisanti    |
|    | Italia (bandiera) | C     | Giancarlo Forlani |
|    | Italia (bandiera) | C     | Ermanno Frattini  |
|    | Italia (bandiera) | C     | Lidio Massagrande |

| N. |                    | Ruolo | Calciatore         |
| -- | ------------------ | ----- | ------------------ |
|    | Italia (bandiera)  | C     | Gisleno Santunione |
|    | Italia (bandiera)  | C     | Luigi Uneddu       |
|    | Uruguay (bandiera) | A     | Raúl Banfi         |
|    | Italia (bandiera)  | A     | Angelo Barbi       |
|    | Italia (bandiera)  | A     | Antonio Barbieri   |
|    | Italia (bandiera)  | A     | Dionigio Borsari   |
|    | Italia (bandiera)  | A     | Giovanni Margonari |
|    | Italia (bandiera)  | A     | Silvano Trevisani  |
|    | Italia (bandiera)  | A     | Iramo Vanz         |
|    | Italia (bandiera)  | A     | Eligio Vecchi      |

## Risultati

### Serie B-C

#### Girone di andata
| Arbitro: | Nerozzi (Verona) |

|  |           |               |
|  | Marcatori | 15’ Trevisani |

| Arbitro: | Tassini (Verona) |

|              |           |                      |
| Barbieri 15’ | Marcatori | 19’ Barera 28’ Capra |

| Lodi 28 ottobre 1945 3ª giornata                                                            | Fanfulla  | 2 – 2                     | Mantova | Stadio Dossenina |
| \| \| \| \| \| Prata Pizzala 10’ Cadregari 42’ \| Marcatori \| 59’ Borsari 63’ Margonari \| |           |                           |         |                  |
|                                                                                             |           |                           |         |                  |
| Prata Pizzala 10’ Cadregari 42’                                                             | Marcatori | 59’ Borsari 63’ Margonari |         |                  |

| Arbitro: | Parpaiola (Padova) |

|               |           |                |
| Margonari 50’ | Marcatori | 14’ Gasparetto |

| Arbitro: | Codeluppi (Lodi) |

|                                                 |           |                       |
| Cattaneo 6’, 9’, 24’ Quadri 40’ Carapellese 53’ | Marcatori | 44’ Banfi 61’ Borsari |

| Arbitro: | Esposito (Portici) |

|                                         |           |  |
| Banfi 31’ Uneddu 34’ Borsari 48’ (rig.) | Marcatori |  |

| Arbitro: | Morielli (Genova) |

|                                       |           |                         |
| Confalonieri 10’ Magri 59’ Canali 63’ | Marcatori | 30’ Banfi 70’ Trevisani |

| Arbitro: | Agnolin (Bassano del Grappa) |

|            |           |  |
| Borsari 2’ | Marcatori |  |

| Arbitro: | Bergomi (Milano) |

|            |           |  |
| Molina 30’ | Marcatori |  |

| Mantova 23 dicembre 1945 10ª giornata          | Mantova   | 1 – 0 | Crema | Stadio John Robert Nation |
| \| \| \| \| \| Frattini 88’ \| Marcatori \| \| |           |       |       |                           |
|                                                |           |       |       |                           |
| Frattini 88’                                   | Marcatori |       |       |                           |

| Lecco 30 dicembre 1945 11ª giornata        | Lecco     | 3 – 1    | Mantova | Campo di via Cantarelli |
| \| \| \| \| \| \| Marcatori \| Barbieri \| |           |          |         |                         |
|                                            |           |          |         |                         |
| Gol · Gol · Gol                            | Marcatori | Barbieri |         |                         |

#### Girone di ritorno
| Arbitro: | Sensi (Milano) |

|                                |           |                                 |
| Barbi 17’ (rig.) Margonari 27’ | Marcatori | 11’ (rig.) Andreoli 15’ Maestri |

| Arbitro: | Poggipollini (Ferrara) |

|                                                             |           |  |
| Boniforti 29’, 36’ Porcelli 49’ (rig.) Denti 77’ Barera 86’ | Marcatori |  |

| Arbitro: | Valsecchi (Milano) |

|  |           |                      |
|  | Marcatori | 26’ Agosti 36’ Begni |

| Gallarate 10 febbraio 1946 15ª giornata          | Gallaratese | 1 – 0 | Mantova | Stadio Alessandro Maino |
| \| \| \| \| \| Montersini 24’ \| Marcatori \| \| |             |       |         |                         |
|                                                  |             |       |         |                         |
| Montersini 24’                                   | Marcatori   |       |         |                         |

| Arbitro: | Fornari (Bologna) |

|             |           |  |
| Borsari 20’ | Marcatori |  |

| Arbitro: | Zavattaro (Casale Monferrato) |

|                                        |           |  |
| Guarnieri 11’, 15’, 30’, 87’ Colpo 68’ | Marcatori |  |

| Mantova 3 marzo 1946 18ª giornata               | Mantova   | 1 – 0 | Seregno | Stadio John Robert Nation |
| \| \| \| \| \| Trevisani 25’ \| Marcatori \| \| |           |       |         |                           |
|                                                 |           |       |         |                           |
| Trevisani 25’                                   | Marcatori |       |         |                           |

| Arbitro: | Gambarelli (Bergamo) |

|                                    |           |               |
| Tosolini 25’ Pozzi 75’ Alberti 88’ | Marcatori | 38’ Margonari |

| Arbitro: | Milanone Ridor (Biella) |

|            |           |               |
| Borsari 4’ | Marcatori | 12’ Cavigioli |

| Arbitro: | Caprioli (Varese) |

|                                 |           |               |
| Mazza 42’ Moretti 61’, 70’, 85’ | Marcatori | 78’ Trevisani |

| Arbitro: | Galeati (Bologna) |

|  |           |                         |
|  | Marcatori | 54’ Biagi II 88’ Renica |